# Paul Nivoix
Paul Nivoix est un dramaturge et scénariste français né le 24 décembre 1889 à Saint-Denis (Seine) et mort le 14 septembre 1958 dans le 10e arrondissement de Paris.

## Biographie
Après des débuts à l'hebdomadaire marseillais Spectator, Paul Nivoix est, au début des années 1920, rédacteur au journal Comœdia, « seul quotidien français des Lettres et des Arts ». Grâce à lui, son ami d'enfance Marcel Pagnol fait connaissance avec le monde parisien du théâtre et de la littérature. Ensemble, ils signent en 1924, un vaudeville, Tonton ou Joseph veut rester pur, qui remporte un petit succès au théâtre des Variétés de Marseille. Ce succès les encourage à écrire une deuxième pièce, Les Marchands de gloire, satire du patriotisme créée en 1925 au théâtre de la Madeleine. L'année suivante, ils écrivent ensemble une dernière comédie, Un direct au cœur.
Dès lors, Paul Nivoix poursuit seul une carrière de dramaturge et de scénariste, passant du théâtre au cinéma. En 1949, il tourne son unique réalisation, Les Nouveaux Maîtres, adapté de sa pièce éponyme.
À la fin de sa vie, il est domicilié à Suresnes, au 41, rue des Carrières. Il meurt le 14 septembre 1958 à l'hôpital Lariboisière de Paris, à l'âge de 68 ans.

## Théâtre
Avec Marcel Pagnol
- 1924 : Tonton ou Joseph veut rester pur, théâtre des Variétés (Marseille) ;
- 1925 : Les Marchands de gloire, théâtre de la Madeleine ;
- 1926 : Un direct au cœur, Alhambra.

En solo
- 1927 : Ève toute nue, comédie en 3 actes, publiée dans La Petite Illustration ;
- 1929 : Amours, pièce en 3 actes, théâtre de l'Odéon, publiée dans La Petite Illustration ;
- 1929 : Échec à la reine, comédie en trois actes, publiée à la Librairie théâtrale ;
- 1931 : Les Deux Amours, pièce en trois actes, publiée à la Librairie théâtrale ;
- 1933 : Deux sous de fleurs, opérette en deux actes, théâtre de l'Empire (6 octobre) ;
- 1934 : La Maison d'en face, comédie en trois actes, théâtre du Palais-Royal, publiée aux Œuvres libres ; création ;
- 1938 : Il grandira, comédie en un acte, L'Est dramatique (Troyes) ;
- 1944 : L'École des faisans, comédie en trois actes, publiée à la Librairie théâtrale ;
- 1944 : Girouette, pièce en trois actes, théâtre de la Potinière, publiée aux éditions Nagel ;
- 1945 : La Victoire de Paris, pièce en 4 actes, publiée aux éditions Nagel ;
- 1947 : Un homme fort, pièce en trois actes, publiée aux éditions Nagel ;
- 1948 : Les Nouveaux Maîtres, pièce en trois actes, publiée dans Le Monde illustré ;
- 1948 : Le Bouillant Achille, comédie, mise en scène Robert Dhéry, théâtre des Variétés, publiée dans Paris-Théâtre ;
- 1948 : Émile, comédie-bouffe, Meyer & Cie, Genève ;
- 1950 : L'Amour truqué, comédie en trois actes, théâtre de la Potinière (13 décembre), publiée dans France Illustration ;
- 1951 : Jeunesse, pièce en 3 actes, publiée chez Meyer & Cie (Genève) ;
- 1954 : Pampanilla, mise en scène Jacques-Henri Duval, Gaîté-Lyrique ;
- 1955 : Une femme pour rire, comédie en 3 actes, publiée chez Meyer & Cie (Genève) ;
- 1958 : Pacifico, opérette en deux actes et seize tableaux, musique Jo Moutet, mise en scène Max Révol, théâtre de la Porte-Saint-Martin (11 novembre).

## Filmographie
- 1932 : Un peu d'amour de Hans Steinhoff - en tant qu'adaptateur et dialoguiste
- 1932 : Direct au cœur de Roger Lion et Alexandre Arnaudy - en tant qu'adaptateur de sa pièce et dialoguiste
- 1937 : À Venise, une nuit de Christian-Jaque - en tant que scénariste
- 1937 : La Maison d'en face de Christian-Jaque - en tant qu'adaptateur de sa pièce
- 1938 : Barnabé d'Alexander Esway - en tant que dialoguiste
- 1943 : Mahlia la métisse de Walter Kapps - en tant que dialoguiste
- 1948 : Émile l'Africain de Robert Vernay - en tant que scénariste
- 1949 : Les Nouveaux Maîtres de Paul Nivoix - en tant que réalisateur et adaptateur de sa pièce